# Glosa (leksykografia)
Glosa – element mikrostruktury słownika jedno- lub dwujęzycznego, dodatkowe wyjaśnienie znaczenia wyrazu hasłowego (rzadziej: ekwiwalentu).
Glosami (tu: zaznaczone kursywą, hasła: bold) mogą być: 
- synonimy wyrazu hasłowego, które pozwalają identyfikować różne znaczenia hasła (przy polisemii lub homonimii), por. kant 1. ( = krawędź) 2. (= oszustwo)
- antonimy: w słowniku niemiecko–polskim dla hasła scharf 1. (↔ stumpf) ostry, naostrzony, 2. (↔ mild) pikantny, dobrze zaprawiony
- hiperonimy (wyrazy o znaczeniu nadrzędnym): sztuka 1. (twórczość) 2. (przedstawienie)
- glosy kolokacyjne – wyrazy, które z hasłem tworzą określone połączenia syntagmatyczne, czyli kolokacje, np.: kasować 1. bilet 2. wyrok, dla hasła scharf 1. Messer 2. Wind 3. Speise
- glosy pragmatyczne (wskazują na użycie w sytuacjach komunikacyjnych)[5]: mal (jako polecenie), przy haśle frazeologicznym: du bist gut! (zaskoczenie, zdziwienie)